# دژ اوتی

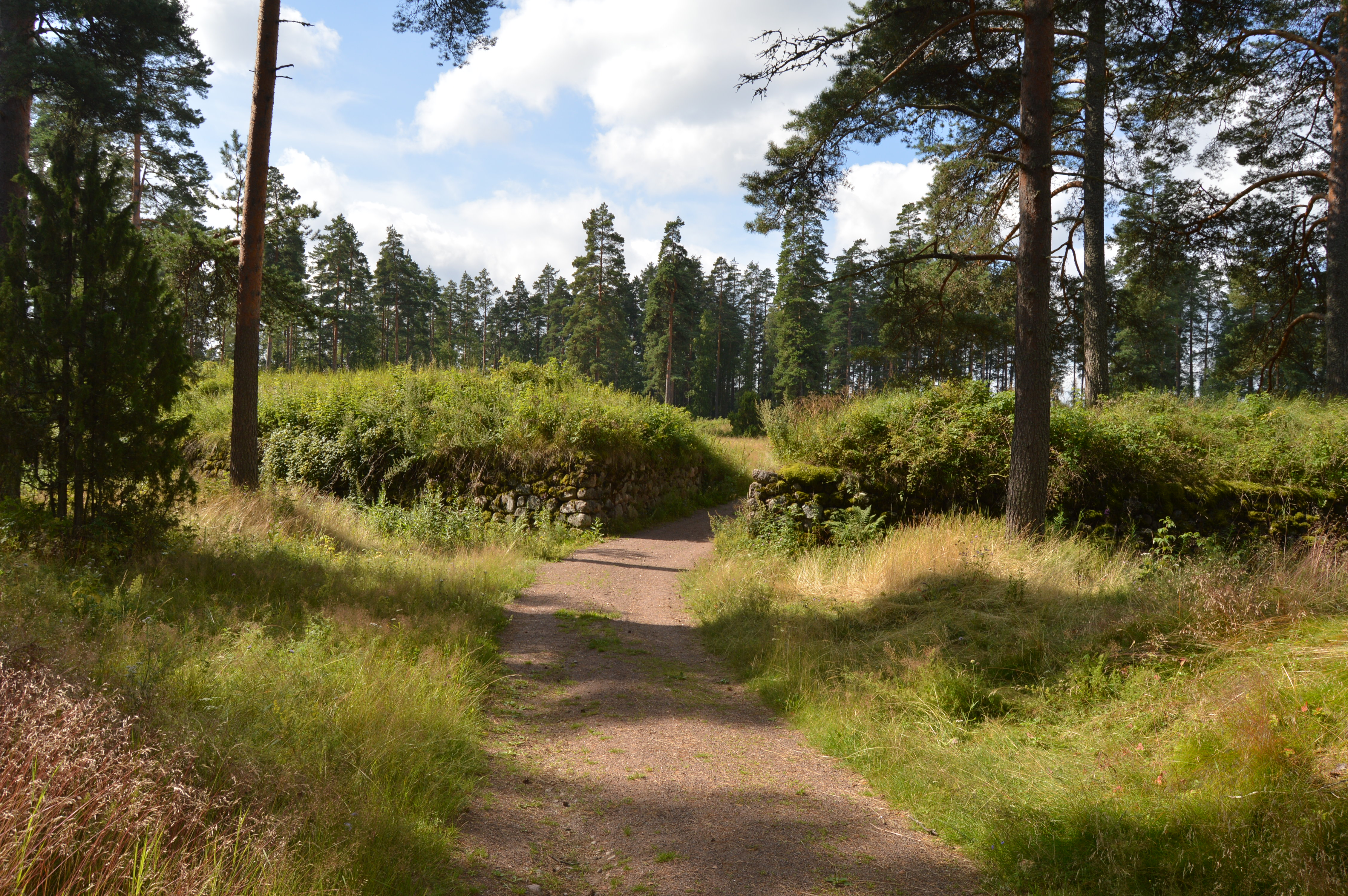
بقایای دژ اوتی

دژ اوتی یک جان‌پناه دژ در اوتی در نزدیکی کوولا در فنلاند است. این دژ در سال ۱۷۹۰ به عنوان بخشی از یک سیستم استحکامات بزرگتر در جنوب شرقی فنلاند برای محافظت سن پترزبورگ، پایتخت امپراتوری روسیه ساخته شد.
این دژ در اطراف منطقه نبرد اوتی ساخته شده‌است که در طول جنگ روسیه و سوئد در سال ۱۷۸۹ روی داد. در طول نبرد، روس‌ها متوجه شده بودند که گذرگاه باریک بین دریاچه هاوکایروی و باتلاق هاوککاسو برای یک قلعه مناسب است، زیرا دور زدن آن دشوار است.
روند ساخت و ساز در سال ۱۷۹۱ آغاز شد و در سال ۱۷۹۲ به پایان رسید. حدود ۱۱۰۰ مرد در ساخت و ساز شرکت کردند که برخی از آنها نیروی ارتش و برخی از روستاهای اطراف بودند. در داخل دژ با ظرفیت ۴۰۰ سرباز، اتاق افسرانگهبانی و انبار باروت و سلاح قرار داشت. این دژ در ابتدا با ۱۴ توپ و ۲ هویتزر مسلح شده بود، اما بعدها تعداد توپ‌ها به ۲۴ قبضه رسید.
برنامه‌هایی برای گسترش دژ وجود داشت که هرگز اجرا نشدند، زیرا پس از جنگ فنلاند، مرز به خلیج بوتنی منتقل شد و دژ اوتی اهمیت دفاعی خود را از دست داد. قلعه هرگز به‌طور کامل تکمیل نشد و در در سال ۱۸۰۹ متروک شد.